# Hossein Rasouli
Hossein Rasouli (persisch حسین رسولی; * 22. Dezember 1999 in Komidschan) ist ein iranischer Leichtathlet, der sich auf den Diskuswurf spezialisiert hat.

## Karriere
Erste internationale Erfahrungen sammelte Hossein Rasouli im Jahr 2018, als er bei den Juniorenasienmeisterschaften in Gifu mit einer Weite von 62,29 m die Goldmedaille mit dem leichteren 1,75-kg-Diskus gewann. Anschließend schied er bei den U20-Weltmeisterschaften in Tampere mit 51,60 m in der Qualifikationsrunde aus. 2022 gelangte er bei den Islamic Solidarity Games in Konya mit 54,83 m auf Rang neun und im Jahr darauf belegte er bei den Asienmeisterschaften in Bangkok mit 57,97 m den sechsten Platz. Im Oktober siegte er mit 62,04 m bei den Asienspielen in Hangzhou. 2025 belegte er bei den Asienmeisterschaften in Gumi mit 57,92 m den vierten Platz.
In den Jahren 2021 und 2024 wurde Rasouli iranischer Meister im Diskuswurf.

## Sexueller Übergriff
Im Juni 2025 wurden Hossein Rasouli, ein Nationalathlet, sowie Masoud Kamran und Amir Moradi, der Trainer der iranischen Leichtathletik-Nationalmannschaft, während der Asienmeisterschaften in Gumi, Südkorea, wegen des Verdachts auf sexuellen Übergriff auf eine 20-jährige Koreanerin festgenommen. Berichten zufolge trafen die drei Männer die Frau in einer Bar, brachten sie in ein Hotel in der Nähe des Athletendorfs und sollen sie dort sexuell missbraucht haben. Die südkoreanische Polizei nahm sie nach der Anzeige am Tatort fest. Die Ermittlungen dauern an.